# Module quotient
En mathématiques, un module quotient est le module obtenu en quotientant un module sur un anneau par un de ses sous-modules.

## Définition
Soient M un module sur un anneau A et N un sous-module de M.
Le groupe (M,+) étant abélien, son sous-groupe (N,+) est normal, ce qui permet de définir le groupe quotient (M/N,+).
Sur ce groupe (M/N,+), qui est abélien, il existe une unique loi externe faisant de M/N un A-module et telle que la projection canonique {\displaystyle \pi :M\rightarrow M/N} soit non seulement un morphisme de groupes, mais un morphisme de A-modules :
{\displaystyle \forall a\in A,~\forall m\in M,\qquad a.(m+N)=(am)+N~.}

## Exemples
- M/M est le module trivial {0}.
- M/{0} est isomorphe à M.
- Si M est égal à l'anneau A (vu comme module à gauche sur lui-même), ses sous-modules sont les idéaux à gauche de A. Le module quotient de A par un idéal bilatère I est l'anneau quotient A/I, vu comme A-module.
- Si I est un idéal bilatère de A, la structure de A-module du quotient de M par le sous-module

{\displaystyle IM=\{\sum _{j=1}^{n}a_{j}m_{j}~|~n\in \mathbb {N} ,~a_{1},\ldots ,a_{n}\in I,~m_{1},\ldots ,m_{n}\in M\}}
est induite par sa structure naturelle de A/I-module.

## Propriétés
Tout morphisme de A-modules {\displaystyle f:M\rightarrow L} dont le noyau contient N se factorise de façon unique par M/N, c'est-à-dire qu'il existe un unique morphisme de A-modules {\displaystyle {\tilde {f}}:M/N\to L} tel que {\displaystyle {\tilde {f}}\circ \pi =f}.